# Sadko

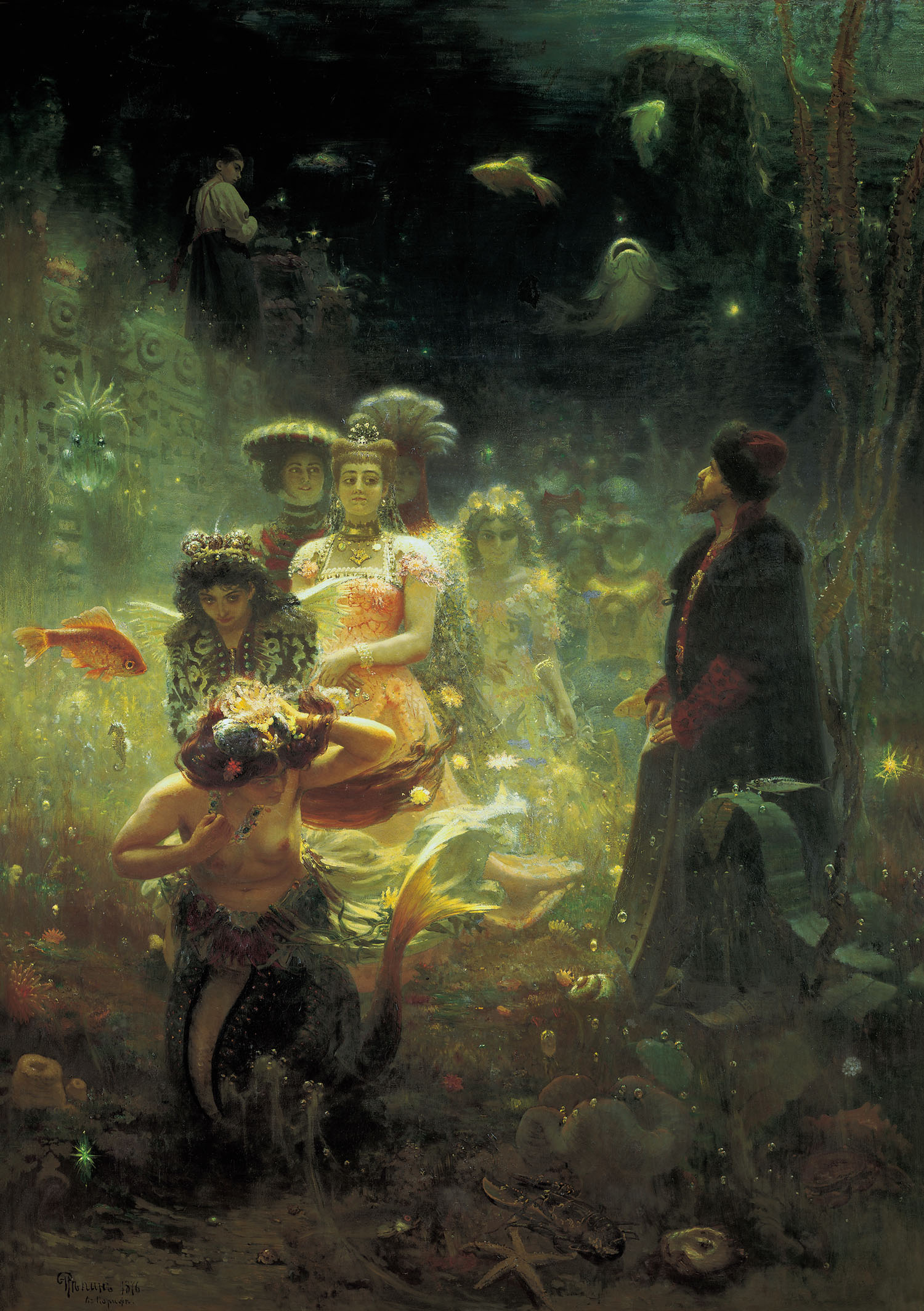
Ilja Repin – Sadko v podmořském království, 1876

Sadko (rusky Садко) je bájným hrdinou slovanské mytologie (ruských bylin), chudý guslar (hráč na gusle, ruský hudební nástroj podobný citeře, odlišný od houslí). Sadko údajně pocházel z Novgorodu. Je známo devět verzí jeho příběhu, úplné jsou ale jen dvě.

## Příběh
Guslista Sadko se živil tak, že často hrával na svatebních hostinách. Jednou mu však odmítli za hraní zaplatit a on zůstal bez peněz. Smutný se pak procházel po břehu řeky, sedl si a začal hrát. Poté se voda v řece zpěnila a objevil se mořský bůh (mořský car). Tak velmi se mu líbila Sadkova hudba, že ho pozval, aby hrál na hostině v jeho paláci, že se mu dobře odmění. Sadko souhlasil a hned se také ocitl na dně moře. Na hostině se všichni hosté dobře bavili a přestože byl už Sadko unavený, nechtěli mu dovolit přestat hrát. V tom se objevil bělovlasý stařec a ten mu poradil, že když přetrhne struny svých houslí, může přestat hrát a mořský bůh mu za odměnu nabídne jednu ze svých dcer za ženu. Ale varoval ho, aby si ze všech vybral tu poslední a o svatební noci aby se jí ani nedotkl, jinak se už na zem nevrátí. Sadko učinil podle starcovy rady, přetrhl struny, a mořský car, ač nerad, nabídl mu za odměnu jednu ze svých dcer. Sadko si vybíral dlouho, prohlížel si první stovku mořských panen, potom druhou a nakonec třetí. Ale vybral si až tu úplně poslední, která byla ze všech nejkrásnější. O svatební noci se jí ale nechtě dotkl nohou. Princezna byla tak studená, až se Sadko probudil. Zjistil, že leží na břehu řeky a nohu má ponořenou v ledové vodě. Ta mu zůstala už navždy chromá. Vedle sebe objevil pytel zlata, ze kterého mohl až do své smrti žít jako pán.[zdroj?]
Podle pověr, když je na moři nebo řece bouřka, ve skutečnosti Sadko vyhrává na hostině mořského boha, a ten tancuje.

## Sadko v umění
- Sadko – báseň Alexeje Tolstého
- Sadko – opera Rimského-Korsakova, k níž napsal (za asistence jiných) osobně i libreto, dokončena v roce 1896
- Sadko – film režírovaný Alexandrem Ptuškem, scénář napsal Konstantin Isajev, produkce Mosfilm 1952